# Società Sportiva MamaNoel Fiammamonza 1988-1989
Questa voce raccoglie le informazioni riguardanti la Società Sportiva MamaNoel Fiammamonza nelle competizioni ufficiali della stagione 1988-1989.

## Rosa
Rosa aggiornata alla fine della stagione.
| N. |                   | Ruolo | Calciatrice         |
| -- | ----------------- | ----- | ------------------- |
|    | Italia (bandiera) | C     | Nicoletta Arici     |
|    | Italia (bandiera) | P     | Mariangela Bonanomi |
|    | Italia (bandiera) | C     | Eleonora Brambilla  |
|    | Italia (bandiera) | P     | Rossana Cassani     |
|    | Italia (bandiera) | P     | Fabiana Comin       |
|    | Italia (bandiera) | D     | Simona Consonni     |
|    | Italia (bandiera) | D     | Antonella Crippa    |
|    | Italia (bandiera) | D     | Tiziana D'Orio      |
|    | Italia (bandiera) | C     | Elena Fantini       |
|    | Italia (bandiera) | C     | Cristina Fruci      |

| N. |                   | Ruolo | Calciatrice       |
| -- | ----------------- | ----- | ----------------- |
|    | Italia (bandiera) | C     | Anna Gesuele      |
|    | Italia (bandiera) | C     | Debora Gheduzzi   |
|    | Italia (bandiera) | A     | Manuela Gheduzzi  |
|    | Italia (bandiera) | A     | Silvana Mazzoleni |
|    | Italia (bandiera) | D     | Moira Mezzadri    |
|    | Italia (bandiera) | C     | Liliana Paggi     |
|    | Italia (bandiera) | D     | Marisa Perin      |
|    | Italia (bandiera) | A     | Cristina Pierluca |
|    | Italia (bandiera) | C     | Anna Russo        |
|    | Italia (bandiera) | A     | Ernesta Venuto    |